# 아사쿠라군

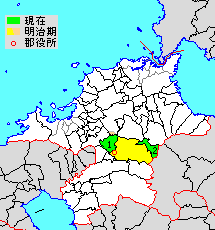
후쿠오카현 아사쿠라군의 위치 (1.지쿠젠정 2.도호촌 연노랑:후에 다른 군에 편입된 구역)

아사쿠라군(朝倉郡, あさくらぐん)은 일본 후쿠오카현의 군이다.
인구 32,082명, 면적 119.07km², 인구밀도 269명/km².(2025년 3월 1일, 추계인구)
이하 1정 1촌으로 구성된다.
- 지쿠젠정(筑前町)
- 도호촌(東峰村)

## 군역
1896년 행정 구역으로 발족 당시의 군역은 위의 1정 1촌 외에 아래 구역에 해당한다.
- 아사쿠라시 전역
- 이즈카시의 일부

## 역사

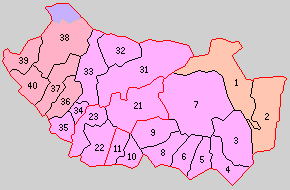
1.고이시와라촌 2.호슈야마촌 3.마스에촌 4.하키촌 5.구구미야촌 6.시와촌 7.다카기촌 8.아사쿠라촌 9.미야노촌 10.후쿠나리촌 11.오바촌 21.미나기촌 22.히나시로촌·가나가와촌·다테이시촌(일부) 23.후쿠다촌·다테이시촌(일부) 31.가미아키즈키촌 32.아키즈키정 33.야스카와촌 34.아마기정 35.마다촌 36.오미와촌 37.구리다촌 38.미네촌 39.나카쓰야촌 40.야스노촌 (보라: 이즈카시 분홍: 아사쿠라시 빨강: 지쿠젠정 주황: 도호촌)

- 1896년 4월 1일 - 군제 시행에 띠라 조자군·게자군·야스군의 구역으로 아사쿠라군이 발족. 아래의 정촌이 소속되었다. 군의 이름은 조자군을 "가미쓰아사쿠라", 게자군을 "시모쓰아사쿠라"라고 부른데서 유래했다.(2정 24촌)
  - 구 조자군(11촌) - 고이시와라촌(小石原村), 호슈야마촌(宝珠山村)(현 도호촌), 마스에촌(松末村), 하키촌(杷木村), 구구미야촌(久喜宮村), 시와촌(志波村), 다카기촌(高木村), 아사쿠라촌(朝倉村), 미야노촌(宮野村), 후쿠나리촌(福成村), 오바촌(大庭村)(현 아사쿠라시)
  - 구 게자군(5촌) - 미나기촌(三奈木村), 가나가와촌(金川村), 히나시로촌(蜷城村), 후쿠다촌(福田村), 다테이시촌(立石村)(현 아사쿠라시)
  - 구 야스군(2정 8촌) - 가미아키즈키촌(上秋月村), 아키즈키정(秋月町), 야스카와촌(安川村), 아마기정(甘木町), 마다촌(馬田村)(: 현 아사쿠라시, 오미와촌(大三輪村), 구리다촌(栗田村)(현 지쿠젠정), 미네촌(三根村)(현 이즈카시, 지쿠젠정), 나카쓰야촌(中津屋村), 야스노촌(安野村)(현 지쿠젠정)
- 1908년
  - 3월 20일 - 미네촌·나카쓰야촌·야스노촌이 합병하여, 야스촌(夜須村)이 발족.(2정 22촌)
  - 9월 1일 - 오미와촌·구리다촌이 합병하여, 미와촌(三輪村)이 발족.(2정 21촌)
- 1909년 6월 15일 - 후쿠나리촌·오바촌이 합병하여, 다이후쿠촌(大福村)이 발족.(2정 20촌)
- 1939년 4월 17일 - 하키촌이 정제 시행으로 하키정(杷木町)이 됨.(3정 19촌)
- 1947년 12월 17일 - 야스촌의 일부가 가호군 우치노촌에 편입.
- 1951년 4월 1일 - 마스에촌·하키정·구구미야촌·시와촌이 합병하여, 새로이 하키정이 발족.(3정 16촌)
- 1954년 4월 1일 - 아마기정·야스카와촌·아키즈키정·가미아키즈키촌·다테이시촌·후쿠다촌·마다촌·히나시로촌·미나기촌·가나가와촌이 합병하여, 아마기시(甘木市)가 발족, 군에서 이탈.(1정 8촌)
- 1955년
  - 3월 10일 - 다카기촌이 아마기시에 편입.(1정 7촌)
  - 3월 31일 - 아사쿠라촌·미야노촌·다이후쿠촌이 합병하여, 새로이 아사쿠라촌이 발족.(1정 5촌)
- 1962년 4월 1일(4정 2촌)
  - 야스촌이 정제 시행으로 야스정(夜須町)이 됨.
  - 아사쿠라촌이 정제 시행으로 아사쿠라정(朝倉町)이 됨.
  - 미와촌이 정제 시행으로 미와정(三輪町)이 됨.
- 2005년
  - 3월 22일 - 미와정·야스정이 합병하여, 지쿠젠정(筑前町)이 발족.(3정 2촌)
  - 3월 28일 - 고이시와라촌·호슈야마촌이 합병하여, 도호촌(東峰村)이 발족.(3정 1촌)
- 2006년 3월 20일 - 하키정·아사쿠라정이 아마기시와 합병하여 아사쿠라시(朝倉市)가 발족, 군에서 이탈.(1정 1촌)